# Kagnarou
Kagnarou est un village du Sénégal situé en Basse-Casamance, à quelques kilomètres au nord de Bignona tout près de Sindian. Il fait partie de la communauté rurale de Sindian, dans l'arrondissement de Sindian, le département de Bignona et la région de Ziguinchor.
Lors du dernier recensement (2002), la localité comptait 1 649 habitants et 230 ménages.
Sa diversité culturelle lui confère une richesse énorme tant sur le plan humain que sur le plan des ressources naturelles. Avec une école primaire et un collège d'enseignement moyen en son sein, le village compte développer ce domaine en se basant sur une bonne maîtrise de la langue française et en s'ouvrant vers les autres langues et sciences exactes que sont : l'anglais, le portugais, l'espagnol, l'allemand, les mathématiques dans leur généralité[réf. nécessaire].